# Coumatetralyl
Coumatetralyl (Trivialname) ist eine chemische Verbindung, die sich aus einer 4-Hydroxycumarin- und einer Tetralin-Untereinheit zusammensetzt.

## Gewinnung und Darstellung
Coumatetralyl kann durch Reaktion von 4-Hydroxycumarin mit 1-Tetralol gewonnen werden.

## Eigenschaften
Coumatetralyl ist ein brennbarer farbloser Feststoff, welcher praktisch unlöslich in Wasser ist. Er zersetzt sich ab einer Temperatur über 172 °C.

## Verwendung
Coumatetralyl wird als Ratten- und Mäusebekämpfungsmittel (Rodentizid) verwendet. Es gehört zur selben Gruppe wie Warfarin und ist ein Antikoagulans der ersten Generation. Das bedeutet, der Stoff verhindert eine Blutgerinnung, so dass der Zielorganismus 5 bis 10 Tage nach der Aufnahme des Wirkstoffs an inneren Blutungen stirbt.

## Giftigkeit für den Menschen
Die letale Dosis (LD50) von Coumatetralyl beträgt für Ratten nur 30 mg/kg Körpergewicht. In den käuflichen Köderzubereitungen ist die Konzentration des Wirkstoffs allerdings auf höchstens 0,79 % herabgesetzt, sodass man für Ratten eine LD50 von 5000 mg (5 g) „Racumin(R) Pulver“ ermittelt. Als grobe Annäherung für eine Giftmenge, die eine tödliche Vergiftung beim Menschen bewirkt, dient eine Hochrechnung dieses Wertes auf ein Gewicht von 70 kg, wodurch man auf eine lebensbedrohliche Menge von 350 g Pulver kommt, was in der Praxis kaum realisiert ist.
Aber auch geringere Mengen können ernsthafte Vergiftungssymptome auslösen, sodass in jedem Fall sofort ein Arzt gerufen werden sollte.

## Zulassung
Außer in Rodentiziden sind in den EU-Staaten wie Deutschland und Österreich sowie in der Schweiz keine Pflanzenschutzmittel zugelassen, die Coumatetralyl als Wirkstoff enthalten.

## Handelsnamen
Racumin, Raukumin 57, Rodentin, Sugan, Brumolin, Rodicum